# Löwsches Schloss (Steinfurth)

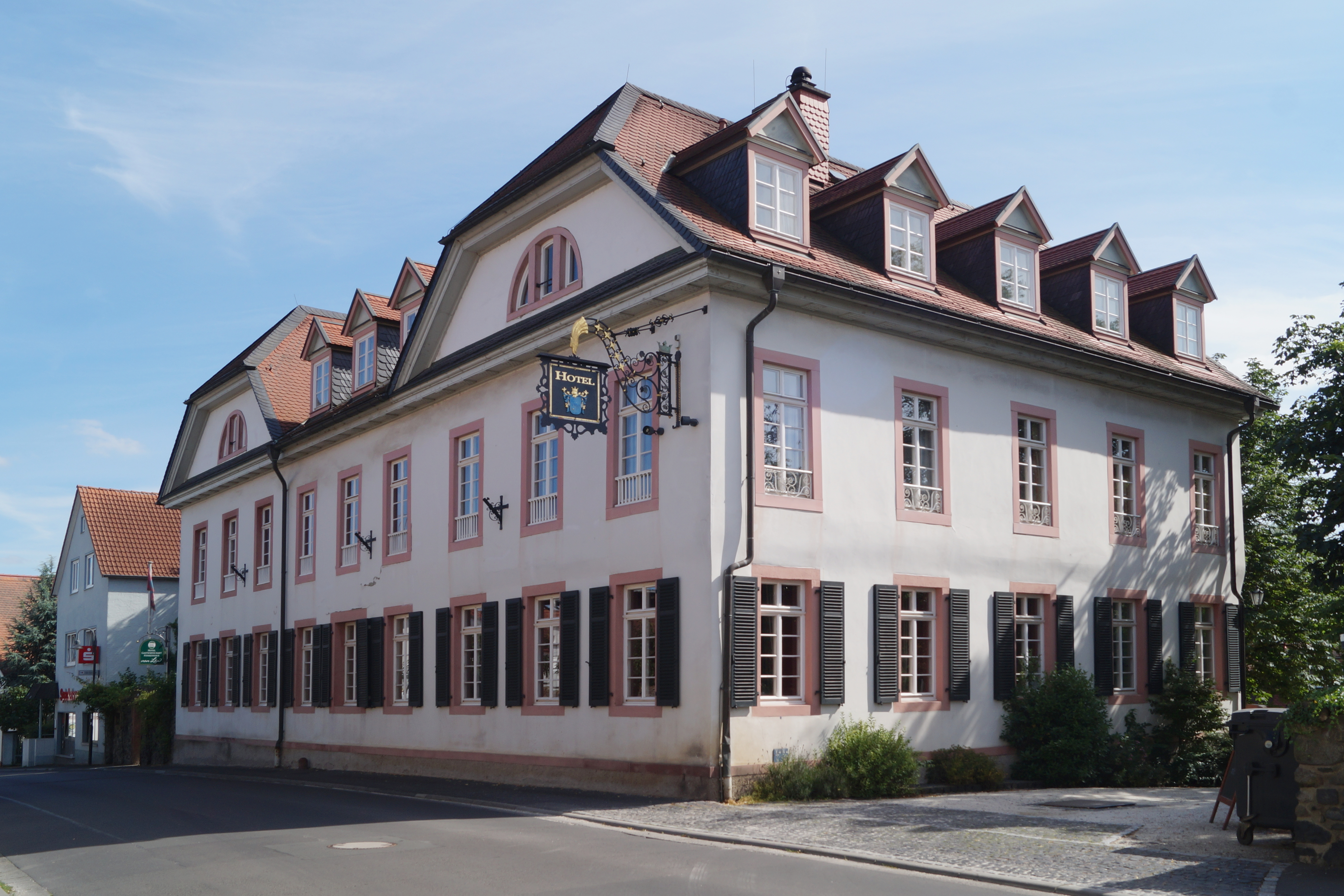
Ansicht von der Straßenseite

Das Löw’sche Schloss ist ein Schlossbau des frühen 19. Jahrhunderts in Steinfurth, Stadt Bad Nauheim im Wetteraukreis in Hessen. Das heutige Schloss besaß einen älteren Vorgängerbau, den vermutlichen Stammsitz der Familie Löw von Steinfurth.

## Geschichte

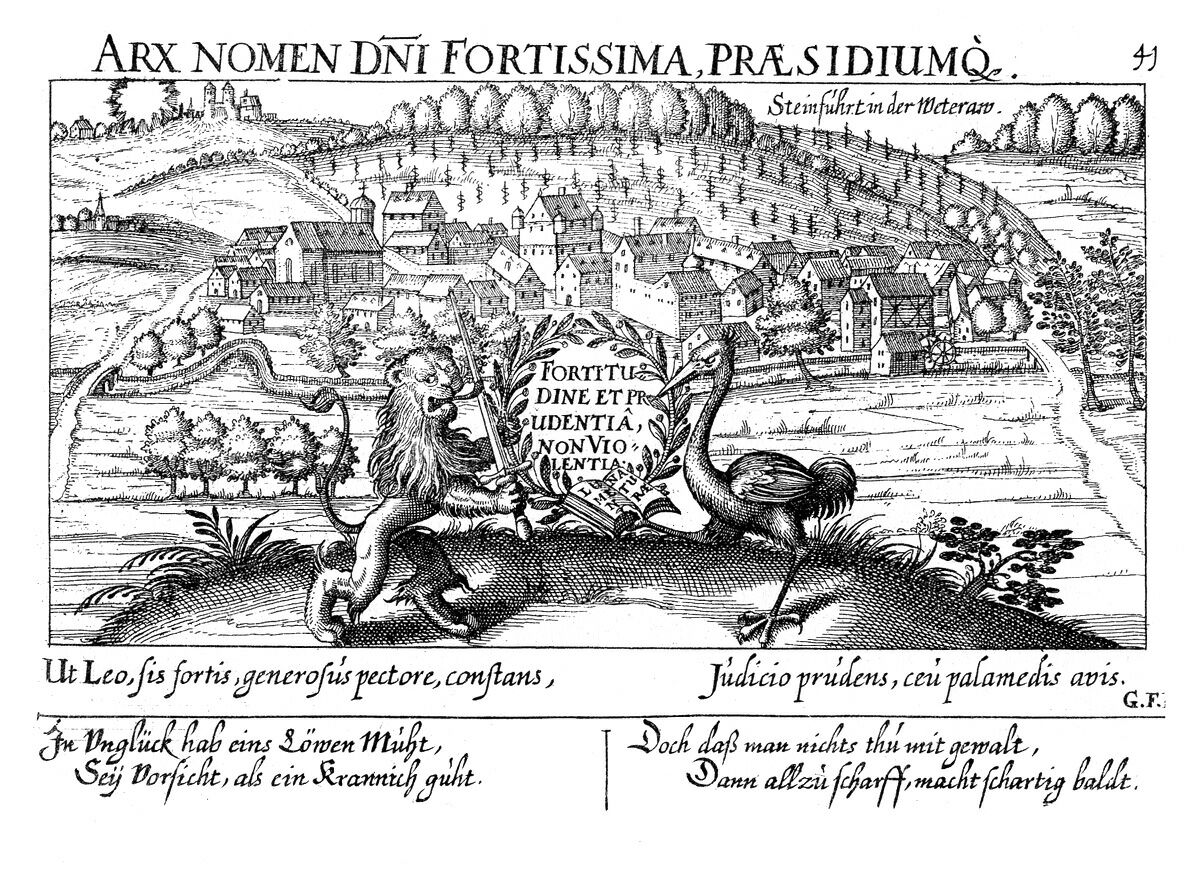
Ansicht von Steinfurth mit Allegorie auf die Wappentiere der Löw von Steinfurth im Thesaurus Philopoliticus

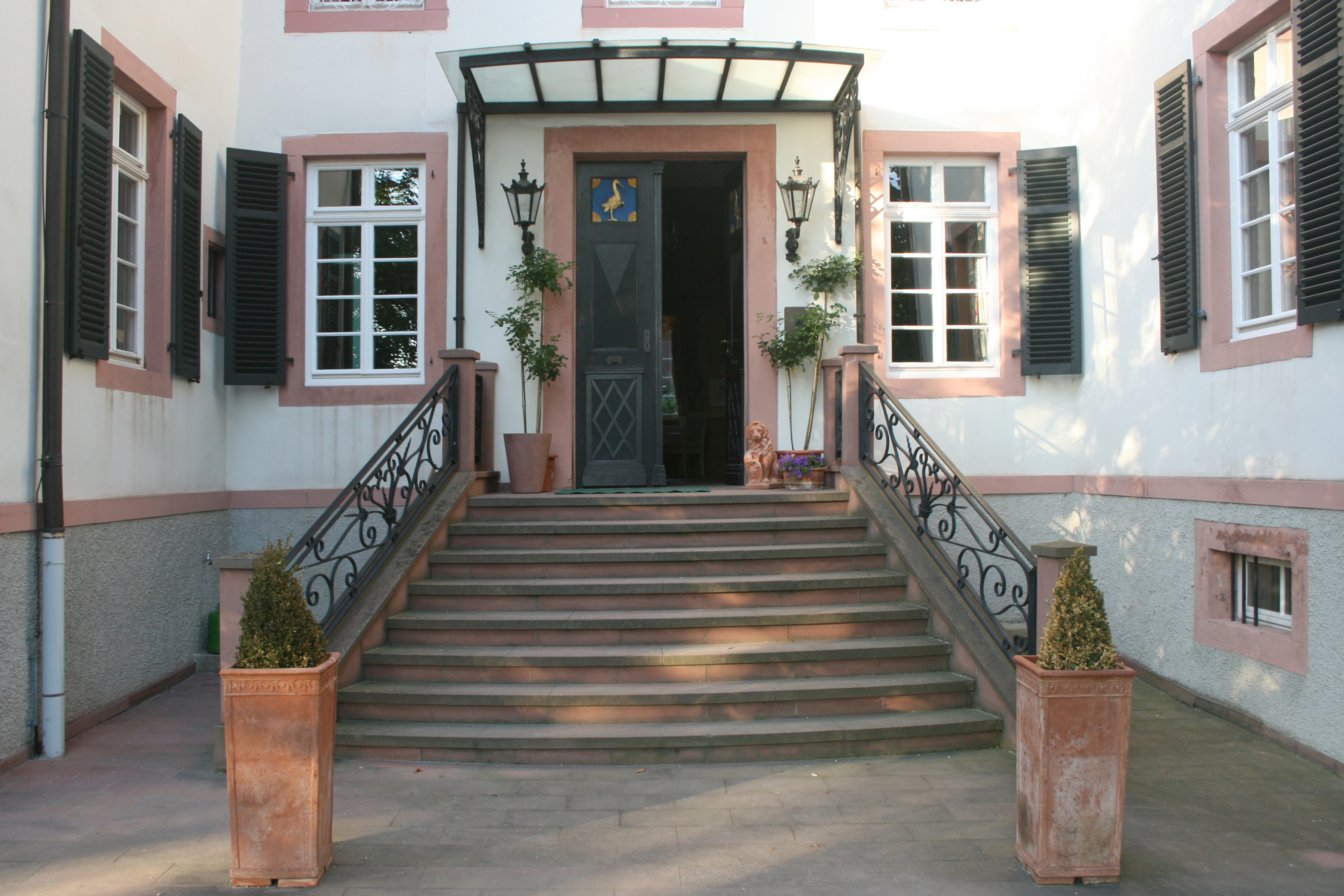
Eingang an der Hofseite

Das Adelsgeschlecht der Löw von Steinfurth tritt erstmals zu Beginn des 14. Jahrhunderts in Erscheinung. Eine Verwandtschaft zu den Kranich von Kransberg liegt nahe. Erstmals 1311 wird Besitz der Familie in Steinfurth als kurmainzisches Gerichtslehen urkundlich erwähnt.
Der Ort befindet sich leicht erhöht in einem flachen Tal, das von der Wetter bogenförmig durchflossen wird. In der Ortsmitte befand sich ein Burgsitz (Festes Haus) der Familie mit mehrgeschossigem Wohnturm und vier Wichhäuschen daran. Er findet sich auf einer Ansicht des Ortes aus dem Thesaurus Philopoliticus von Eberhard Kieser aus dem Jahr 1624, der gleichzeitig eine Allegorie mit den Wappentieren der Löw von Steinfurth erhält.
Ob dieser Burgsitz im 17. oder 18. Jahrhundert, möglicherweise als Folge des Dreißigjährigen Kriegs oder wegen Baufälligkeit, zerstört oder abgebrochen wurde, kann mangels Quellen nicht genauer gesagt werden. Rechts vor dem Turm ist in Kiesers Ansicht ein Hofkomplex mit der Haube eines Treppenturms an Stelle des heutigen Schlossgebäudes sichtbar. Urkundlich sind in Steinfurth vier größere Pachthöfe der Familie Löw nachgewiesen, von denen sich zwei außerhalb des Ortskerns befanden.

## Heutiges Herrenhaus
Das heutige Herrenhaus im Ortskern (Steinfurther Hauptstraße 36) entstand zu Beginn des 19. Jahrhunderts. Die örtliche Kirchenchronik berichtet 1857, es sei vor etwa 50 Jahren erbaut worden. Stilistische Merkmale des Klassizismus datieren es ebenfalls in das erste Viertel des 19. Jahrhunderts.
Das Schloss ist ein zweigeschossiges Herrenhaus auf U-förmigem, nach Südwesten geöffnetem Grundriss. Von der dortigen Hofseite wird das Gebäude über eine Freitreppe erschlossen. Straßenseitig wird der Gebäudekörper durch die beiden Giebelfelder des Seitenflügeldaches gegliedert.
Ein ehemals zum Schloss gehöriger Park und Ökonomiegebäude wurde in den 1920er Jahren verkauft, als die Familie in finanzielle Schwierigkeiten geriet. Im Erdgeschoss des Schlossgebäudes befand sich zwischen den 1930er und 1970er Jahren ein Lebensmittelgeschäft, im 1. Stock zeitweise eine Arztpraxis. 1989 wurde auch das Schloss von der Familie Löw von und zu Steinfurth verkauft. Die neuen Eigentümer ließen es unter denkmalpflegerischen Gesichtspunkten restaurieren. Heute befindet sich darin ein Hotel.